# Arthur Evans
Arthur John Evans (Nash Mills, 8. srpnja 1851. – Youlbury, 11. srpnja 1941.), britanski arheolog.
Bio je direktor Ashmolean muzeja u Oxfordu.Provodio je arheološka istraživanja na Balkanskom poluotoku i iskapanja na Siciliji i u južnoj Italiji. Od 1900. godine iskapao je u Knosu na Kreti, gdje je otkrio bogate ostatke minojske kulture.Njegova otkrića osvijetlila su pretpovijesno doba egejskog područja i pružila materijal za određivanje kronologije egejske kulture. Napisao knjigu Illyrian Letters uoči austrijanske okupacije Bosne i Hercegovine i Through Bosnia and Herzegovina on Foot During the Insurrection u istom duhu.